# 六燈獎健康專欄：我們的身體
《六燈獎健康專欄：我們的身體》，簡稱《我們的身體》，是中國電視公司（中視）的健康教育節目，中視文化公司製作，中視才藝競賽節目《六燈獎》末代女主持人崔麗心主持，1987年7月4日開播，總計連續播映26集。

## 提要
中視文化公司向英國「金冠影視公司」購得醫學影片《The Living Body》，經過整理、翻譯、配音、剪輯等過程，作為《我們的身體》的主結構，並邀請國立台灣大學著名教授與醫師作精簡的解說。《The Living Body》製作群為南非開心手術專家克里斯蒂安·巴納德所領導，集合著名的醫學及生物學專家參與拍攝，採用內視鏡攝影、顯微鏡攝影、核磁共振、熱相圖等當時最新技術拍攝；內容不僅傳達基礎醫學，也涵蓋了人體生命的設計。《The Living Body》製作單位遠赴英國、美國、法國、義大利等國拍攝，提高藝術性與真實性。中視文化公司引進《The Living Body》時，全球已有30餘國播映《The Living Body》，頗受好評。1987年7月4日，中視頻道開始在每星期六19:00播映《我們的身體》，連續播映26個星期，每星期播1個單元。每個單元的影片部分結束後，《我們的身體》邀請台大醫院醫師與台大醫學院教授針對各種單元的主題，提供健康保健的知識，使觀眾在了解身體的奧妙之餘，更能知道如何保養、促進健康之道。
1988年7月，中視文化公司將《我們的身體》內容編印成書《我們的身體》（台大醫院各科醫師指導，戴建隆醫師編校，中視文化公司1988年7月初版），25開本，總頁數為269頁，定價新台幣200元，當時中視總經理鍾湖濱寫序。

## 單元
《我們的身體》共有26個單元：
〈人體的奧秘〉
介紹人體各部份的生理功能。
〈感覺〉
介紹皮膚構造、觸覺原理、味覺原理、嗅覺原理。
〈眼睛、耳朵〉
介紹視覺原理與聽覺原理。
〈睡眠和夢〉
介紹睡眠過程各階段與腦波反應。
〈生長和發育〉
介紹人體從胚胎期開始，體內各種組織的生長發育過程及其控制調節因素。
〈水〉
介紹水的新陳代謝、泌尿系統、渴的感覺。
〈進食〉
介紹消化生理的第一部份：為何會有食慾、為何人體需要食物。
〈消化〉
介紹消化生理的第二部份：人體如何消化、吸收、利用及排泄食物。
〈肌肉力量〉
介紹肌肉如何產生力與運動，以及隨意肌與平滑肌的功能。
〈關節〉
從關節結構介紹緩衝震動、疾病、神經系統與運動的關係。
〈神經〉
介紹神經的傳遞，尤其介紹神經細胞之間如何傳遞。
〈大腦〉
介紹神經系統的最高級中樞——亦即大腦兩半球（左腦與右腦）——的生理活動。也概略介紹大腦各部份的分工，以及感覺和運動投影區的概念。
〈有才能的腦子〉
從思維活動、記憶、智慧、語言、藝術等方面探討大腦的功能。
〈熱和冷〉
介紹人體發熱和散熱的平衡，散熱方式及原理，以及流汗、中暑等現象的原因。
〈心臟〉
介紹心臟的構造與功能、如何適應外界環境變化而調整心跳頻率及排血量，也介紹運動員的心臟、發生心肌梗塞後的影響。
〈呼吸和生命〉
介紹呼吸作用、從鼻腔經氣管到肺泡的結構、胸部的運動、神經系統對呼吸的調節等。
〈血液循環〉
介紹血液循環的動力與途徑、血壓及其調節等。
〈青春期〉
介紹青春期男女性徵變化、生殖器官、月經周期、精子與卵子的形成等。
〈荷爾蒙〉
介紹人體內一些重要荷爾蒙的生理作用與重要意義。
〈創傷與癒合〉
介紹人體遭遇創傷後的防禦機能與癒合能力，也簡單介紹輸血與血型。
〈體內的防禦能力〉
簡單扼要介紹免疫系統，例如白血球吞噬細菌、淋巴細胞產生抗體等。
〈結合〉
從男女生殖系統的生理解剖講起，介紹男女之間的性心理與性生理的結合。
〈新生命〉
從受精卵開始講解胎兒發育過程，同時介紹孕婦在內分泌控制下所發生的各種變化。
〈誕生〉
介紹胎兒分娩過程，同時介紹胎兒出生後如何形成肺部呼吸及循環的變化。
〈老化〉
介紹人體隨著年齡增長而出現的各種老化現象，同時介紹動脈硬化、血栓等老人病。
〈生命的設計〉
從進化的角度介紹人體各部份的巧妙設計，尤其解析大腦功能奧秘。